# Zonosaurus madagascariensis
Zonosaurus madagascariensis is een hagedis uit de familie schildhagedissen (Gerrhosauridae). De soort is endemisch in Madagaskar.

## Naam en indeling
De soort werd voor het eerst wetenschappelijk beschreven door John Edward Gray in 1831. Oorspronkelijk werd de wetenschappelijke naam Zonosaurus madagascariensis madagascariensis gebruikt.

### Ondersoorten
| Ondersoorten van de soort Zonosaurus madagascariensis | Ondersoorten van de soort Zonosaurus madagascariensis | Ondersoorten van de soort Zonosaurus madagascariensis |
| ----------------------------------------------------- | ----------------------------------------------------- | ----------------------------------------------------- |
| Naam                                                  | Auteur                                                | Verspreidingsgebied                                   |
| Zonosaurus madagascariensis madagascariensis          | Gray, 1845                                            | Madagaskar                                            |
| Zonosaurus madagascariensis insulanus                 | Brygoo, 1985                                          | Glorieuzen en Cosmoledo.                              |

## Uiterlijke kenmerken
Zonosaurus madagascariensis is een hagedis met een skinkachtig uiterlijk en kan een lengte bereiken van 30 centimeter. De bovenzijde is lichtbruin met een donkerbruine tekening. Vanaf de bovenzijde van de ogen loopt een lichtgekleurde streep die de bovenzijde en de donkerder gekleurde flanken scheidt en ter hoogte van de achterpoten vervaagd.

## Levenswijze
De hagedis is dagactief die voornamelijk voorkomt in de strooisellaag, maar soms ook rotsen of boomstammen beklimt. Hij komt voor in een groot aantal verschillende habitats, waaronder regenwouden, plantages en gedegradeerde wouden.

## Verspreiding en habitat

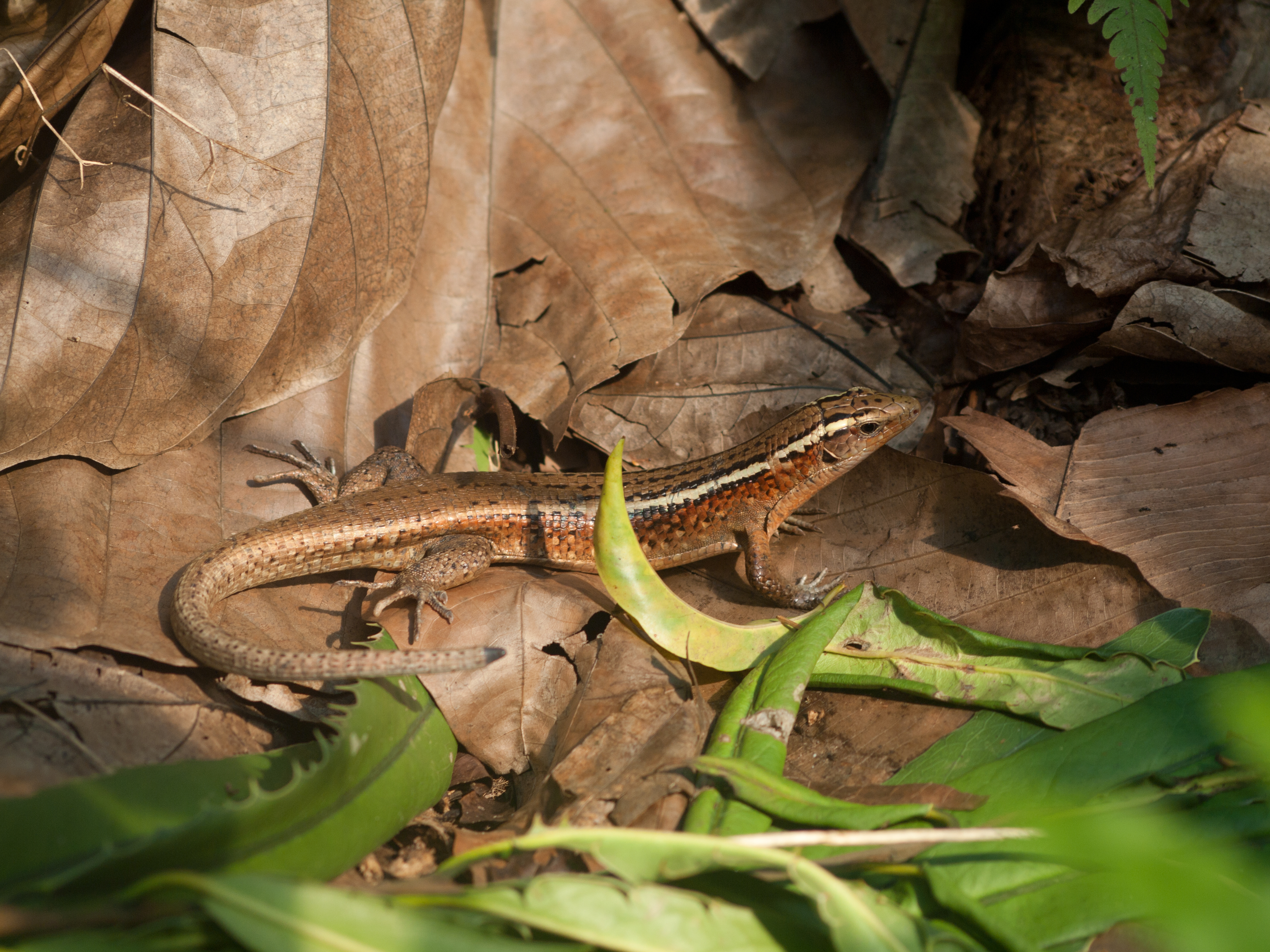
Zonosaurus madagascariensis leeft in de strooisellaag.

Zonosaurus madagascariensis komt enkel voor op het eiland Madagaskar en haar nabijgelegen eilanden Nosy Be, Nosy Komba, Nosy Sakatia en Nosy Tanikely. Het totale verspreidingsgebied wordt geschat op ruim 114.000 vierkante kilometer.
De ondersoort Zonosaurus madagascariensis insulanus komt enkel voor op twee locaties in de nabijheid van Madagaskar, namelijk Île Glorieuse van de Glorieuzen en Cosmoledo, een atol nabij Astove.

## Beschermingsstatus
Zonosaurus madagascariensis is een talrijke en wijdverbreide soort op Madagaskar en komt voor in een groot aantal nationale parken en natuurreservaten. De soort is derhalve op de Rode Lijst van de IUCN opgenomen als 'niet bedreigd' (LC of Least Concern).